# Nigel Copsey
Nigel Copsey (* 1967 in Ferryhill) ist ein britischer Historiker und Politikwissenschaftler. Er hat eine Professur an der Middlesbrougher Teesside University inne. In seiner Forschungsarbeit beschäftigt er sich vor allem mit der Geschichte des Faschismus und dem Rechtsextremismus im Vereinigten Königreich.

## Leben und Werk
Copsey wurde 1967 in Ferryhill im County Durham geboren. Er erlangte seinen Ph.D. 1995 an der University of Portsmouth mit einer Arbeit zum zeitgenössischen Rechtsextremismus in Frankreich und Großbritannien.
2000 erschien sein erstes Buch, Anti-Fascism in Britain, eine Monographie über die Geschichte des Antifaschismus im Vereinigten Königreich. Sein zweites Buch, Contemporary British Fascism: the British National Party and the Quest for Legitimacy aus dem Jahr 2004 beschäftigte sich mit dem Aufstieg der British National Party und ihrer Ideologie. Daneben fungierte er als Mitherausgeber mehrerer Sammelbände zu den Bereichen Faschismus und Antifaschismus. Copsey ist Mitglied der Royal Historical Society.

## Publikationen
- Anti-Fascism in Britain. Palgrave Macmillan, Basingstoke 2000. ISBN 978-0-312-22765-4.
- Contemporary British fascism: the British National Party and the Quest for Legitimacy. Palgrave Macmillan, Basingstoke 2004. ISBN 978-0-230-57437-3.
- British Fascism, the Labour Movement and the State. Palgrave Macmilla, Basingstoke 2005. ISBN 978-1-4039-3916-6. (Als Herausgeber, zusammen mit David Renton)
- Varieties of Anti-Fascism: Britain in the Inter-War Period. Palgrave Macmillan, Basingstoke 2010. ISBN 978-0-230-00648-5. (Als Herausgeber, zusammen mit Andrzej Olechnowicz)
- British National Party: Contemporary Perspectives. Routledge, 2011. ISBN 978-0-415-48384-1. (Als Herausgeber, zusammen mit Graham D. Macklin)